# 波泰630戰鬥機

波泰630戰鬥機

波泰630戰鬥機（Potez 630）是法國航空部在1934年向眾多飛機廠家提出的多用途雙發動機戰鬥機方案，要求此機種能勝任日間戰鬥機、夜間戰鬥機、遠程偵察機和輕型轟炸機等多用途，最後由波泰公司（Potez）的設計勝出。

## 型號
- 波泰630：日間戰鬥機型
- 波泰631：夜間戰鬥機型
- 波泰633：輕型轟炸機型
- 波泰637：長程偵察機型

## 基本資料
- 全長：11.07米
- 全幅：16.0米
- 全高：3.08米
- 全備重量：3916公斤
- 最大速度：460公里/小時
- 航程：1225公里

波泰630戰鬥機三視圖

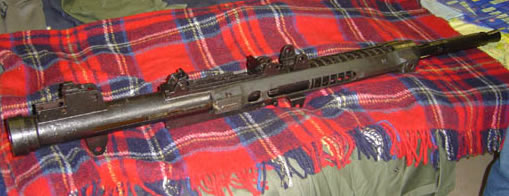
在波泰630戰鬥機左側翼根處有一挺20毫米口徑HS404機炮，也是瑞士奧立崗MGFF機炮型號

- 發動機：兩部Gnome-Rhône 14M空冷式14汽缸發動機（660匹馬力）
- 武装：20毫米口徑HS404機炮×1+7.5毫米口徑MAC1934機槍×1（前方固定）+7.5毫米口徑MAC1934機槍×1（後方旋回）
- 乗員：3名

## 設計

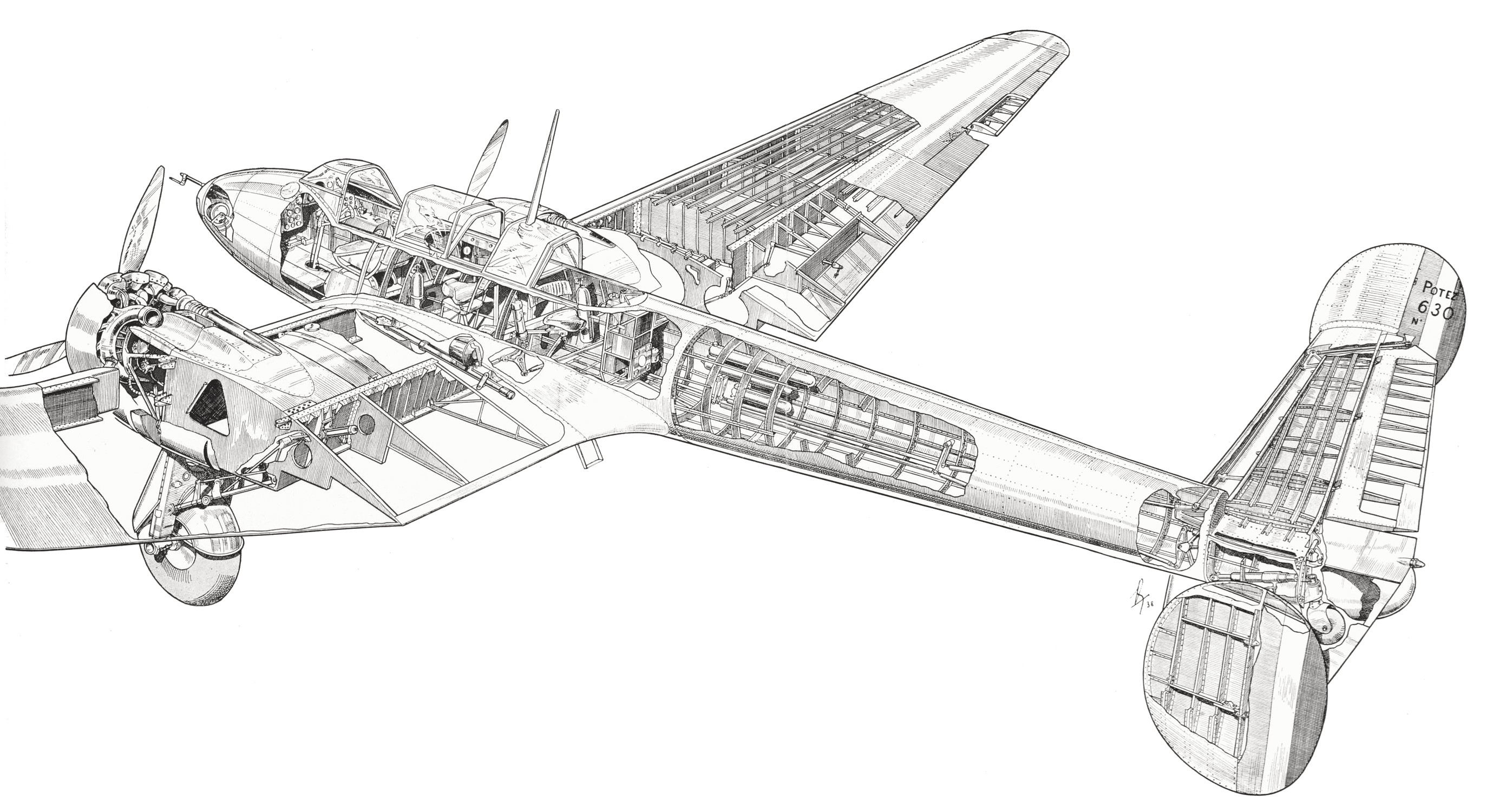
波泰630戰鬥機內部結構圖

波泰630戰鬥機為典型的全金屬製雙發動機飛機，其設計是要用一個通用機身去滿足多個用途，其整體外表像是德國Bf 110戰鬥機尤其是其機尾也一樣是H形，這樣是要令後方機槍手可以有更廣闊的射擊角而不會射到機尾，其機身前方包括機頭卻更似日本月光夜間戰鬥機。
由於其發動機馬力比較小，其飛行性能普遍比德國Bf 110戰鬥機差，祇有航程比Bf 110遠

## 實戰
1938年11月18日，法國空軍日間戰鬥機部隊開始接收第一批波泰630戰鬥機，1939年2月23日，波泰630也開始裝備夜間戰鬥機部隊，但同年4月開始卻改為裝備波泰631戰鬥機，波泰631雖然被認為是夜間戰鬥機但從未安裝過雷達。
1940年5月10日，德法戰爭開始，當時法國空軍有43架波泰631戰鬥機可用，原本波泰631作為夜間戰鬥機應該祗用於夜間，但法國軍方因應當時夜間空戰少而決定把新銳的波泰631戰鬥機用於日間的戰事。
5月17日，18架波泰631以3架為一組飛去攻擊在伊爾松和富爾米北部的德軍地面部隊，但德軍防空部隊在地面偽裝之下早已埋伏，此戰法軍波泰631損失不少，6人陣亡3人受傷，法軍波泰631獎小隊攻擊，這令德軍防空炮手可以遂個擊破，波泰631又缺少防彈裝甲和自封油箱，其對地射擊火力也不足而令法國人在其機翼下加上4挺機槍。
空戰方面，5月17日，一架法軍波泰631攻擊一架德軍Hs 126攻擊機，但這架德機憑其機動性擺脫了波泰631的攻擊，可見作為雙發動機的波泰631，其機動性不及單發動機戰鬥機，這可說是當時幾乎所有雙發動機戰鬥機的通病。
第二日也就是5月18日，3架波泰631遇上一隊德軍He 111轟炸機和Bf 110戰鬥機，2架He 111和一架Be 110被擊落，法軍失去一架波泰631，當日下午又有一架德軍He 111被波泰631擊落，這證明了波泰631還是用來對付雙發動機飛機。
又第二日也就是5月19日，又有一架德軍He 111被波泰631擊落，當日下午，又有3架波泰631攻擊6架德軍He 111轟炸機，但由於大霧而戰果不能被證實，同日，波泰631的機場又被德軍轟炸機轟炸，一架波泰631被炸毀，5架被炸傷。
5月27日，一架波泰631在空中遇上幾架德軍Bf 109戰鬥機，此機被擊落，同日，又有一架波泰631被7架Bf 109圍攻，此機緊急降落後又被德機低飛掃射，飛行員最後因傷重不治。
6月1日，3架波泰631接受命令去截擊9架德軍He 111轟炸機，但結果除了這3架法機被傷之外，德機無損失。
第二日也就是6月2日，2架波泰631奉命去截擊一個由4架Bf 110和9架He 111組成的德機隊，其中因為一架He 111因為不能確定是被誰擊落而被放棄戰果。
6月3日，德軍加攻勢，同日一架波泰631攻擊一架德軍Do 17轟炸機，但最終被它逃脫，6月4日，德國空軍大舉出動轟炸法軍機場，之後好幾天都天氣不好，波泰630和一眾德國空軍皆不能出動，6月10日，一架波泰631在夜間和兩架Bf 109在夜空相遇，結果一架Bf 109被擊落，之後有一批波泰631被命令去轟炸在木雅朗的德軍，但由於連日大雨而令跑道泥濘不已，結果祇有7架能起飛，這7架飛機都被德軍高射火力打中但無人受傷。
在這場法國戰役期間，有不少波泰631因為被誤會是德軍Bf 110而受到法軍自己人攻擊，尤其是高射炮手，法國戰役以法軍被德軍打敗結束，之後有不少波泰631被加入維琪法國空軍，這些維琪法國的波泰631甚至在北非和盟軍戰鬥機打空戰。
羅馬尼亞空軍的波泰631有用於蘇德戰爭，在太平洋戰爭前，法國在越南的殖民地部隊也曾用波泰631和泰國軍隊作戰。

## 使用國家
- 法國
- 維琪法國
- 自由法國
- 德意志國
- 希腊
- 意大利
- 波蘭
- 羅馬尼亞
- 瑞士
- 南斯拉夫王國